# 荃灣廣場
荃灣廣場（英語：Tsuen Wan Plaza）為香港新界荃灣區內的大型商場，佔地逾58萬平方呎。雖然荃灣廣場並不位於荃灣站附近，但是由於荃灣於1990年代缺乏大型商場，因此荃灣廣場成為了荃灣區的地標。由新鴻基地產於1990年發展，其中百貨公司吉之島及百老匯戲院於1991年開業，而商場於1992年2月正式開幕。於2005年至2009年期間，荃灣廣場曾進行大型翻新工程。

## 商場設計
荃灣廣場內一些「元老級」的商舖能迎合區內居民的喜好，生意滔滔，如地庫的東海海鮮酒家、「荃灣食街」美食廣場（店內包括些少餐廳、小食店以及山崎麵包旗下的Bakery & Cafe Saint Etoile）、宜家傢俬（於2005年8月28日結業，於2017年10月11日在中國染廠大廈重開。）、百老匯戲院（1990年12月開業）、吉之島（1991年4月－2012年10月，其後遷往灣景廣場並以AEON為名）和麥當勞（1993年開業，仍在營業。）；此外，商場在翻新後於2006年底開設的空中食坊，令居民和遊客增添不少選擇（見右圖）。現時商場商舖數目逾160間。場內潮流服飾商舖面積約佔總樓面面積22%，共有28間食肆，佔總樓面面積25%。商場店舖初期較為平民化，現今則以中高檔消費為主。以食肆為例，早年較廉價的選擇如美心快餐已轉為MX，大家樂，吉野家，麥當勞，哈迪斯、德和燒味、馬里奧餐廳、農場餐廳等，以及上文提及的「荃灣食街」美食廣場。　現時除麥當勞,美心快餐外，其他均已遷出/結業。現時商場食肆大部份均屬中高檔消費，如新租戶Ruby Tuesday、峰壽司、新斗記、自助烏冬專門店丸龜製麵讚岐烏冬，以及山頭火和IKI Teppanyaki、Japanese dining鐵板燒等。
場內還有3個區內首創的複式巨舖，共3萬平方呎樓面，已獲GU承租。該舖前身為百佳超級廣場只限B1層、Bershka及Pull & Bear承租，於2013年底陸續開業。商場首次引入Flash Retailing快閃概念的推廣策略，Flash Retailing又叫Pop-up Store，以短期租約形式與不同潮品crossover。
而商場5樓設有平台花園和兒童遊樂場「太空樂園」，到2022年重新翻新成為「PLAY GARDEN」。

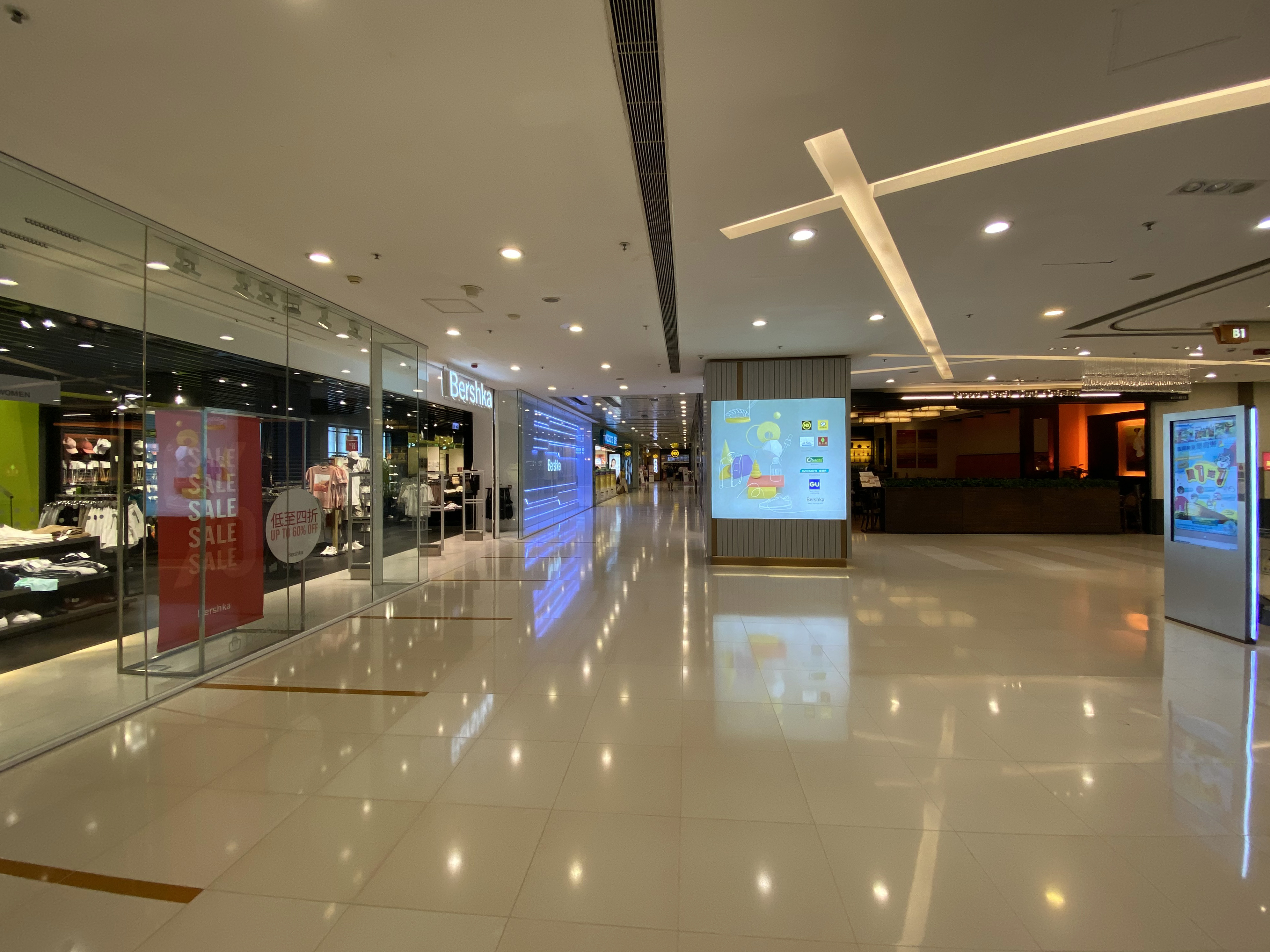
B1層（2020年）
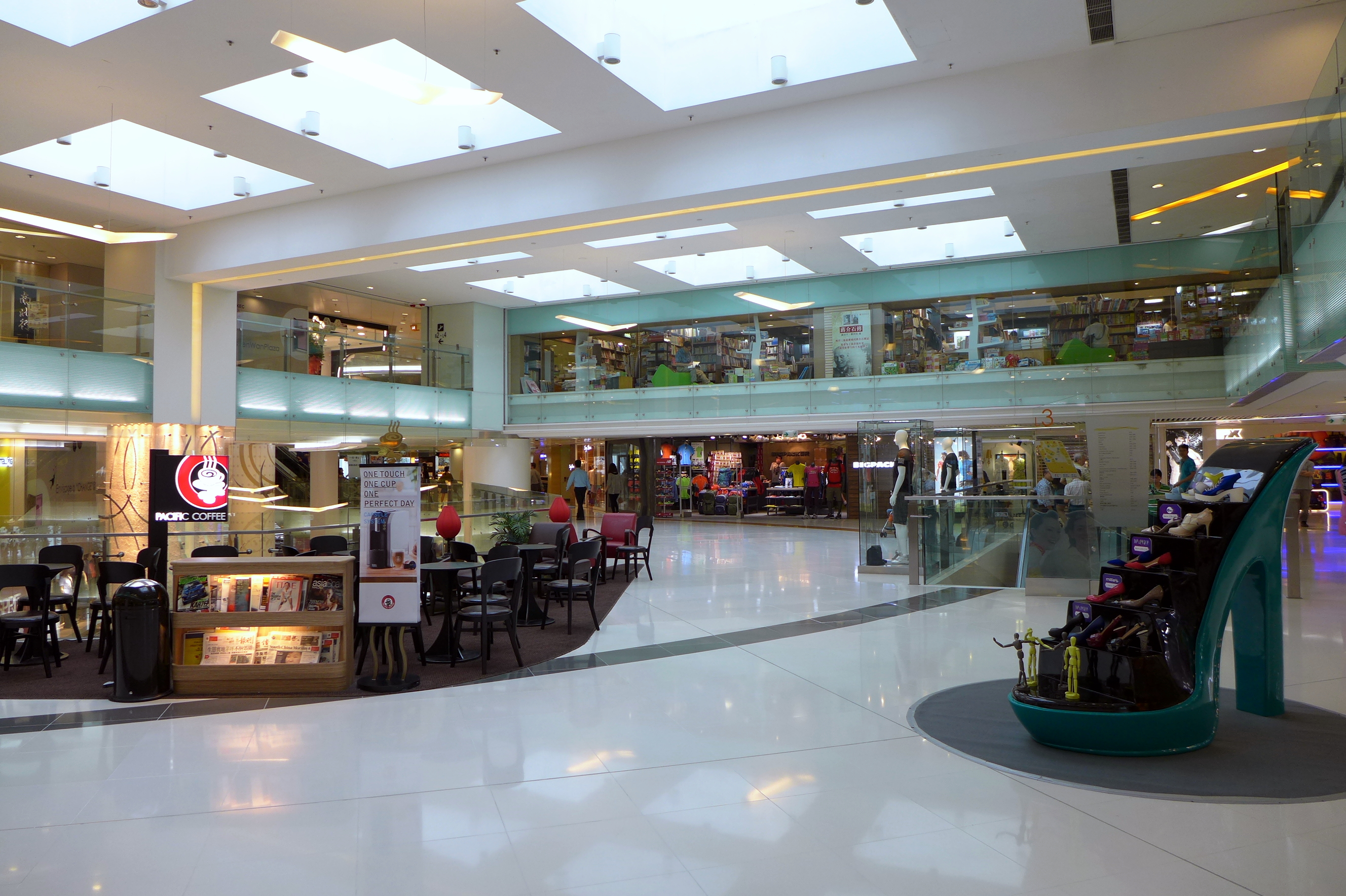
3-4樓中庭，發展商用盡行人通道空間作為咖啡店，到2016年12月發現違規出租，涉事位置座椅及枱已被移走
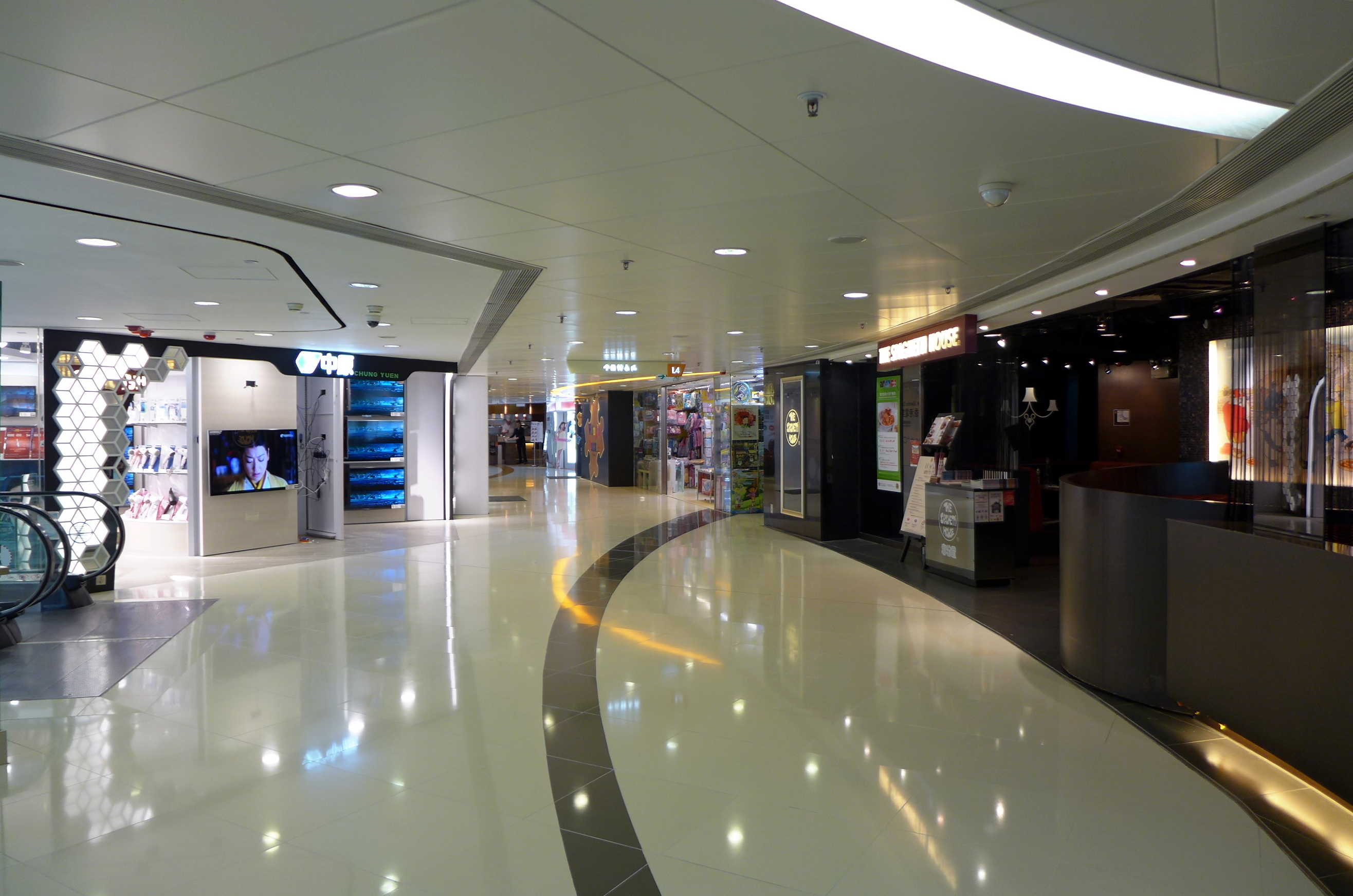
4樓商店
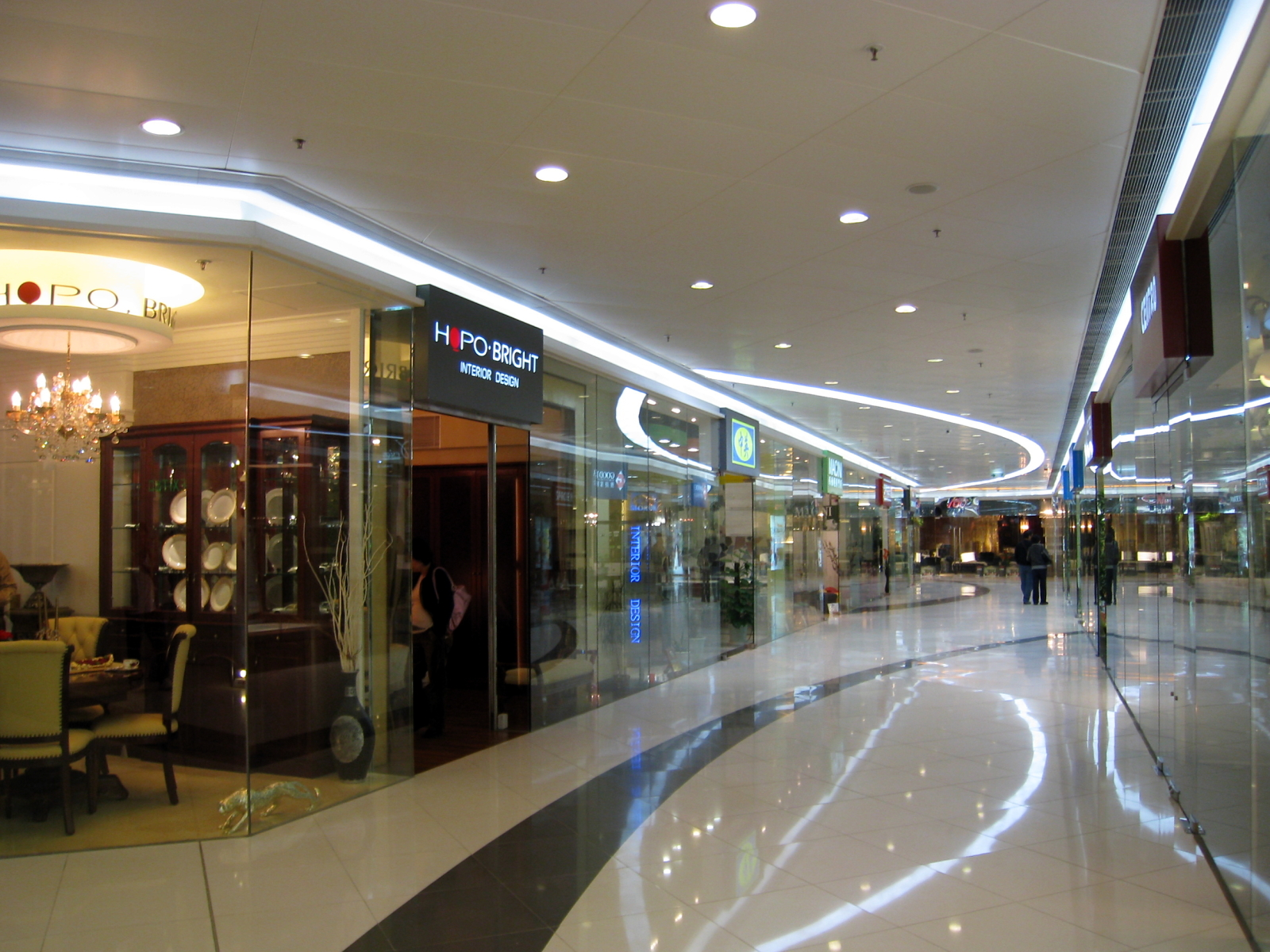
5樓傢俬坊
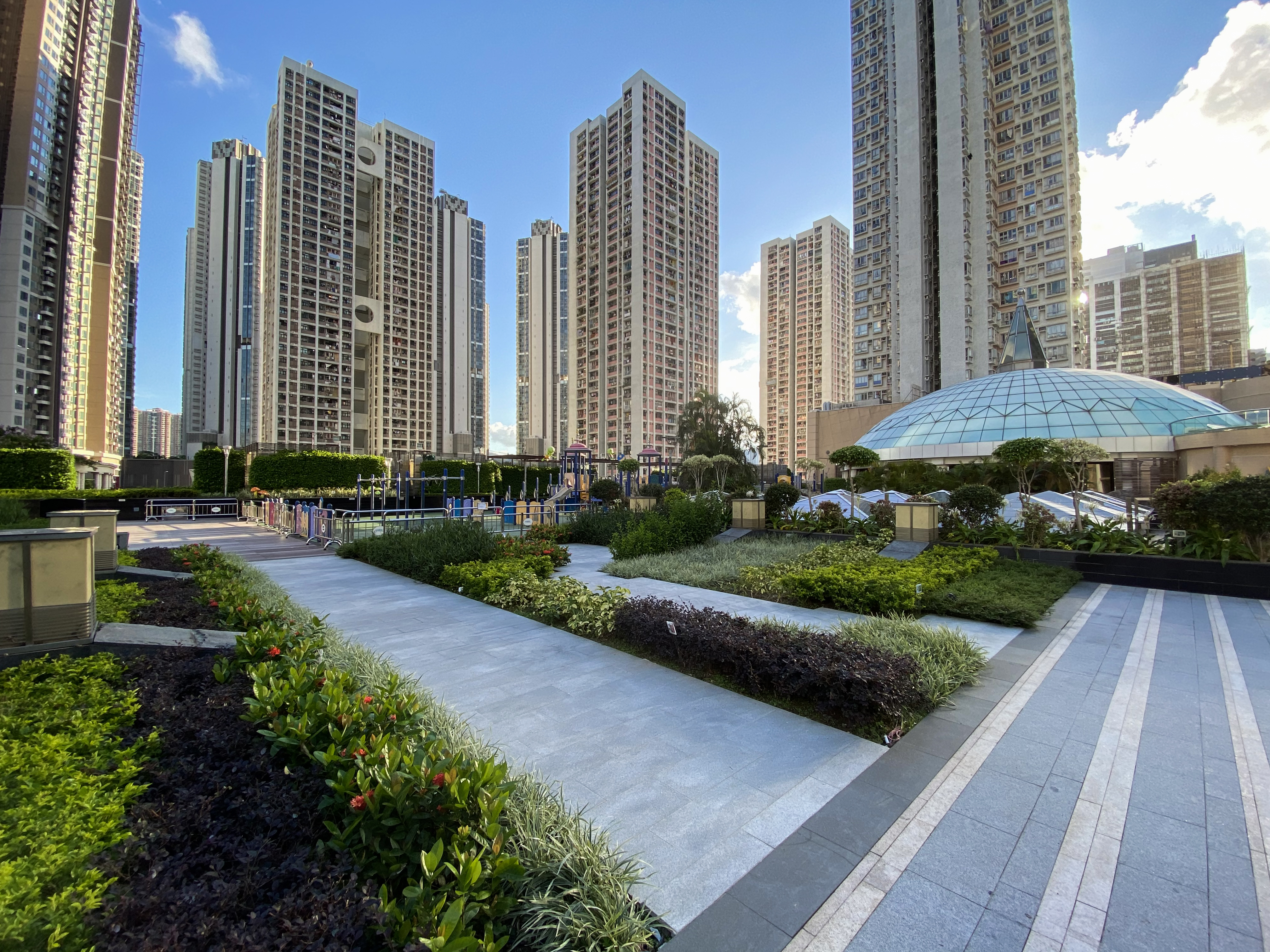
5樓平台花園，後方為兒童遊樂場「太空樂園」
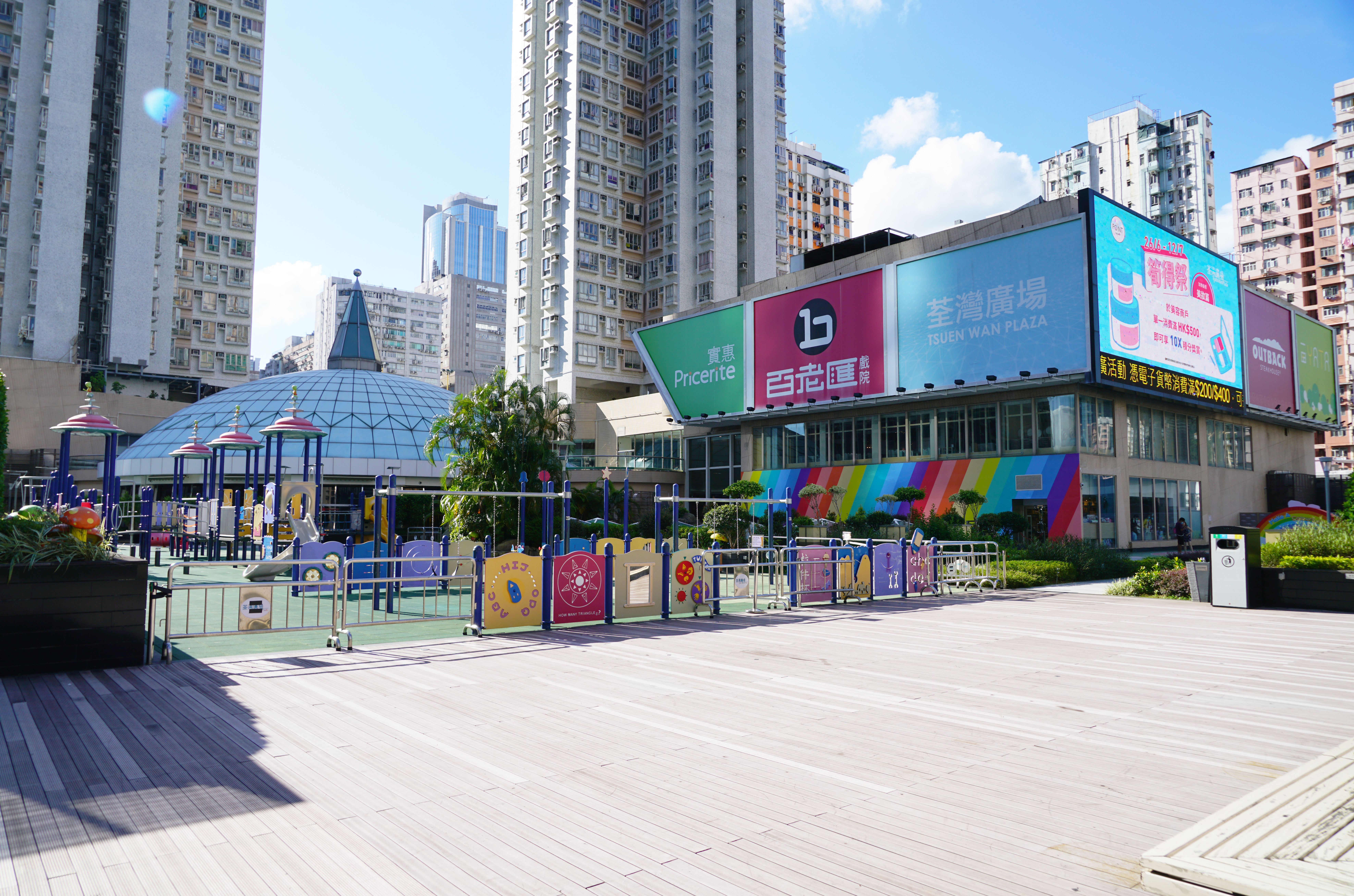
5樓及6樓商場外觀
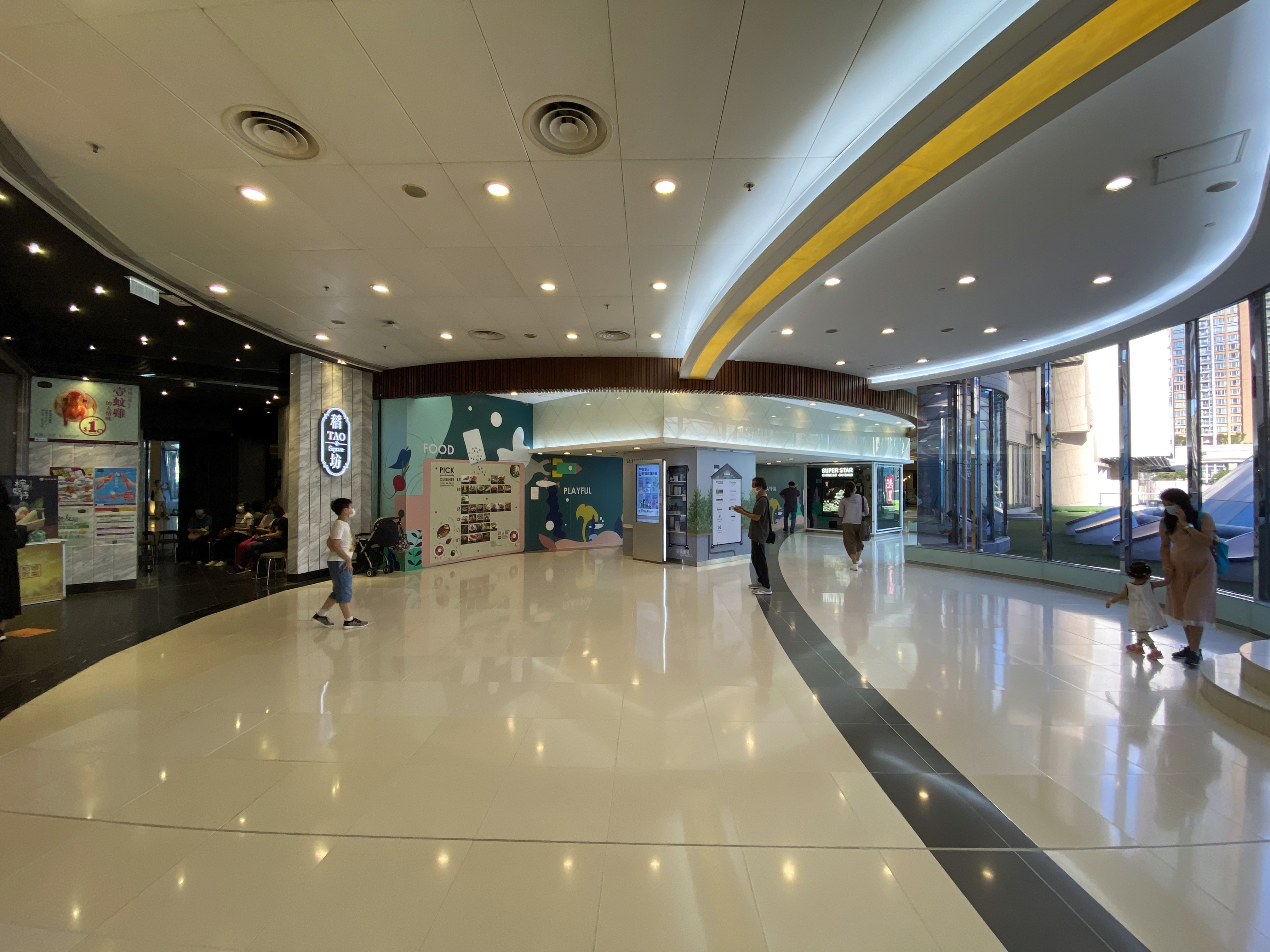
6樓
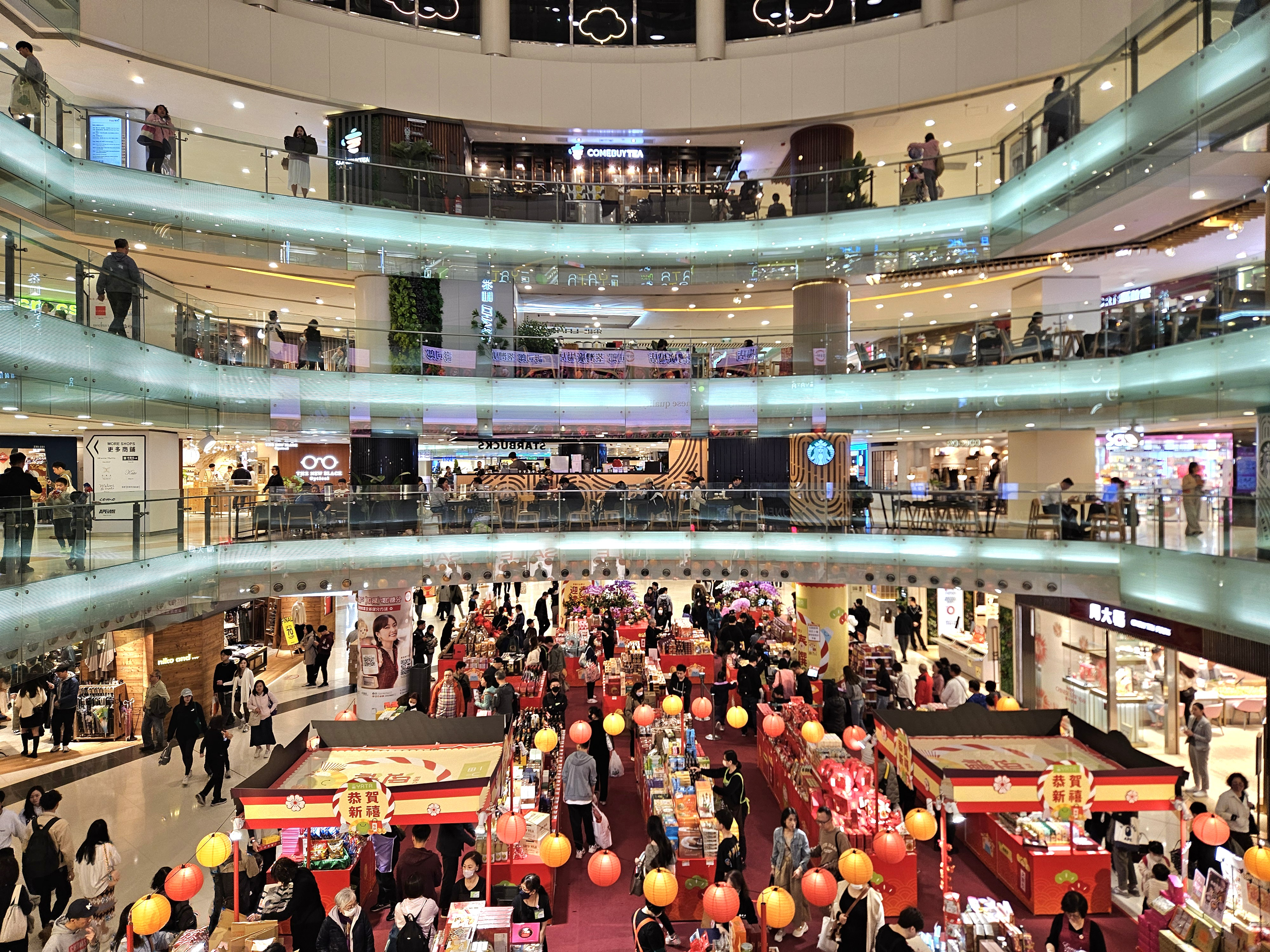
2025年的中庭

## 歷史
荃灣廣場位於荃灣區大壩街4-30號，是區內繼海濱廣場後第2個大型娛樂商場，1950年代荃灣填海後，原址為麵粉廠及貨倉。商場開幕後更與新鴻基地產旗下九巴合作，在1991年9月開辦39R線（循環線來往荃灣廣場及荃灣站），亦方便不少港九各區的市民乘搭地鐵後轉乘此線前往商場。早期更有特色免費穿梭巴士來往（廣場至地鐵站），廣場附近設有運輸大樓，集的士站、巴士站、小巴站及碼頭於一身。途經城門隧道以及屯門公路及荃灣區內的巴士都以這個運輸大樓為終點站，小巴站亦帶來了附近居於村落中的居民。正因為這種交通樞紐的優勢，及商場本身的特色，使它很快成為荃灣區以至新界區居民的消閒地標。
2003年1月，新鴻基地產投資約600萬元將商場五樓佔地10,000平方呎玩具反斗城原址改作專賣童裝的「童話國」，作名牌童裝主題商場。租戶組合包括多個童裝名牌，如 Chickeeduck、Kingkow、Mothercare、Guess Kids等。場內中央設有親子樂園，並設置大電視讓親子共賞益智卡通、「童話國」還有益智課程和電動遊樂設施，亦已結業，現由傢俬廣場取代。五樓室外平台遊樂場翻新，改作佔地20,000平方呎的「陽光樂園」。
2005年，商場斥資2.8億大規模翻新。
2012年開始，商場加強潮流時裝商戶組合，包括於2011年引入I.T集團旗下的:CHOCOOLATE、ete！等。過去一年成功引入逾10個全新時裝品牌進駐商場。除食肆及品牌外，商場亦設立靈活性較高的pop-up store，迎合年輕人購買潮流精品的喜好。另外，區內寫字樓增多亦帶來上班族消費。
於2012年10月底，於商場開業逾20年的吉之島百貨分店正式遷往鄰近的灣景廣場，並轉用AEON為名。H&M及發展商新鴻基地產旗下一田百貨將會填補其原有位置。2013年起將部份租戶改為3個複式巨舖，共提供3萬平方呎樓面，獲無印良品、Pull & Bear及Bershka承租。
2014年，商場2樓Esprit一帶合共5間商店結業，原址於11月底改作迪生集團旗下的BEAUTY AVENUE，引入16間國際化妝品牌，另設男士品牌專櫃。
另外，Food and Style亦於商場2樓，設有4間商店。其中一間為東立出版社漫畫專門店。
2020年，一田百貨2樓範圍不再續租。而3樓在2021年11月完成翻新後面積亦縮減，原址分拆為壽司郎（2022年5月7日開業）和Global Work時裝店。
2022年9月28日，發展商公佈5樓平台佔地超過3萬呎的空間改名為「PLAY GARDEN」，設有9大遊樂設施並以彩虹為主題。當中包括高達4.8米的螺旋滑梯和8米高的晴空塔。

## 翻新工程
由於近年荃灣區內年青人佔區內人口數目上升，以及面對鄰近多個商場如荃新天地、如心廣場的挑戰，荃灣廣場在2005年起斥資2.8億大規模翻新，銳意引進更多元化之商戶，為荃灣廣場建立全新形象。
首階段工程於2005年展開，率先把商場外牆轉成玻璃幕牆，並裝上發光二極管燈飾裝置；此外，翻新5樓戶外休憩廣場，並加設特式園藝佈置、主題遊樂設備和戶外表演場地，務求爭取區內年輕家庭客源。工程另一重點，是在3樓及4樓設「空中食坊」（外牆由混凝土牆改作玻璃幕牆，令食客可望向室外的荃灣大會堂），引進多間首次進駐荃灣的食肆，令商場食肆增加至24間，工程在2007年1月完成。工程還包括將5樓原有的「童話國」打造成「家居」專層，更換觀光電梯為客用升降機，增加上落速度及遊人流量、並且重新規劃各樓層的商舖佈局。
第二階段工程於2006年11月10日展開，包括把商場入口改用玻璃幕牆，並改建成為一個中庭設計，2008年2月竣工。
此外，最後一期的工程包括重新規劃各樓層的商舖佈局，2008年3月15日動工。分別拆除一樓的音樂噴泉舞台以擴大中庭位置及安裝頂層開闢天窗並改用透光材料，營造開揚空間感。另於中庭位置加設大電視及重新規劃扶手電梯佈局，方便日常舉辦更多商場活動。整項工程於2009年4月20日完成。
商場翻新後，商鋪數目由130間升至170間，時裝飾物商戶樓面佔總面積四成，較翻新前增加兩成，整體餐飲商戶樓面較翻新前增兩成，佔商場總面積三成。人流每天約90,000至120,000人次，今年人流按年增兩成；商戶營業額按年增兩至三成，人均消費約2,300元。目前商鋪呎租維持80至120元，按年升約一成五。

## 音樂噴泉[7]
這個噴泉在1991年尾開始在荃灣廣場表演，但在2008年3月13日拆卸。
荃灣廣場音樂噴泉，位於商場內的中庭，在開幕時該音樂噴泉已經存在，規模也是全港最大（但公認的仍是沙田新城市廣場音樂噴泉）。荃灣廣場音樂噴泉一共分為4部份，包括瀑布層，旱泉（即是在地面噴出噴泉）舞台，主表演水池和3樓的雪松噴泉區（不作噴泉表演，只在同一個控制室控制）。在主表演水池，它的噴泉款式排佈和當時其他音樂噴泉大致一樣，（由近旱泉開始）包括孔雀噴泉，大孔雀噴泉，四支噴泉一組的橫向搖擺噴泉，禮花噴泉，縱向搖擺噴泉，大縱向搖擺噴泉，旋轉噴泉，單支直上噴泉，主噴，兩支噴泉一組的橫向搖擺噴泉，山形噴泉，一排由過百支直上噴泉組成的噴泉水幕和最前排的11支雪松噴泉。而當中的主噴噴出的水柱高度可高至商場頂樓（7樓），該層頂部亦設有一個小型噴泉。表演音樂選材方面，它採用的歌很廣泛（僅次於沙田新城市廣場），包括近幾年必用的串燒古典音樂系列（Hooked On Classics）、中國傳統音樂、古典音樂、中文歌曲等。水燈方面，該音樂噴泉用了5種顏色的水燈，包括藍色、紅色、綠色、橙黃色和白色。
由於荃灣廣場的中心為一個大的中庭，音樂噴泉亦沿級而建，當有大型活動，每層商場的兩旁及上落用電梯均站滿遊人駐足觀賞。由商場開幕（1992年初）至大約2000年時，為整個音樂噴泉的全盛時期，開幕到2001年每場都有熄中庭大燈及落下中庭頂的黑色大幕，每天也有很多人圍觀。因維修保養甚佳，一直不需要大修，翻查記錄，2001年也只是換噴嘴和水燈。
但在2001年後，音樂噴泉的旱泉位置開始常用作商場節目活動，令噴泉表演率下降。荃灣廣場沒有再花時間修理，維修保養漸少，噴泉風氣也在香港漸漸下降，噴嘴等組件在清潔、洗池、搭台時被勾斷。音樂噴泉最終日漸衰退，例如水燈損壞、水泵老化、搖擺噴泉的搖擺器損壞、噴嘴脫落等，令音樂噴泉表演的可觀度、震撼度下降。搖擺噴泉的水柱高度更不足50厘米，更不能搖擺，由固定方向向左噴出；只有大孔雀噴泉、雪松、主噴、山形噴泉、部分單支直上噴泉和瀑布層可作有限度表演，使音樂噴泉表演的可觀度下降。
最終，荃灣廣場音樂噴泉於2008年3月13日拆卸。而拆卸前的一段日子，大量網民要求荃灣廣場取消拆卸這個噴泉。

## 廣場標誌
荃灣廣場標誌是由一個紅色的T字和一個藍色W字組成，這標誌早在1992年時已定下來，以前在入口已看到，但現在只可在荃灣廣場的住宅（頂樓）上才可看見。

## 違規出租行人通道
2016年12月，工黨趙恩來發現，3樓原本屬於公眾行人通道的位置，違規出租予Pacific Coffee擺放座椅及枱。地政總署回覆傳媒查詢時表示，該處合共有10組座椅及枱，違反了地契中「不准在行人通道擺放物品」的條款。發展商新鴻基地產未有就出租該處向地政處申請豁免，處方未有回應發展商該繳付多少費用。

## 事件
- 1991年1月28日，在荃灣廣場地盤七樓平台泳池旁的一個水泵房，發現男子郭家樂（28歲，無業）伏屍電鋸床旁，額傷見骨疑是電鋸造成，右手幾乎折斷，警方列為兇殺案。[10][11]
- 1999年電影《鎗火》曾以荃灣廣場為場景拍攝槍戰。
- 2013年6月3日，一名69歲老翁由5樓扶手電梯旁邊躍下，直墮地下大堂重傷昏迷，經搶救後不治[12]。

## 反修例運動事件

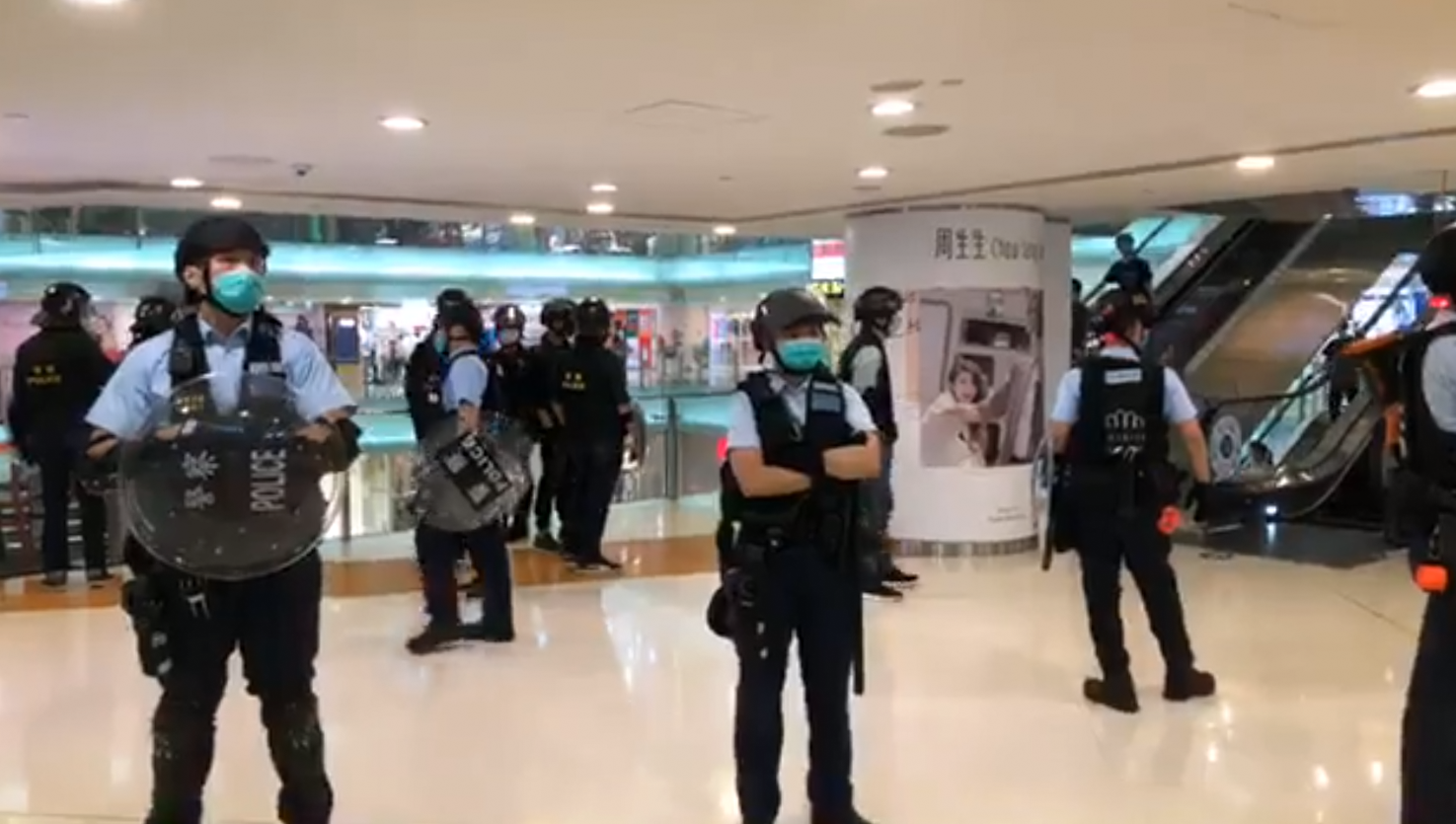
2020年5月13日晚上8時，多名警員進入荃灣廣場驅散人群

- 2019年10月13日，網民發起在18区商场进行“和勇一家 遍地开花”活动。示威者一度在荃灣廣場破壞美心集團旗下的元氣壽司，防暴警察衝入商場入口，至少6人於商場內被捕，引起多名圍觀市民不滿和指罵。[13]
- 2020年5月10日下午3時，100人在中庭多個樓層響應「多區和你Sing」活動，有人叫口號，部分人手持反修例及香港獨立旗幟及橫額。到下午4時，一批軍裝警員和入境處的特務警察進入商場驅散聚集人群，並在多個樓層及中庭週邊拉起封鎖線。有線新聞記者與攝影師在採訪期間，突然被軍裝警員警告。當記者向後離開時，突然被警方拉封鎖線圍封，不能離開，以涉嫌干犯罪行截查，其後更收起記者身份證。[14][15]荃灣區議員岑敖暉及4名記者等共7人被警告。事後岑敖暉接受電台節目訪問時，批評警方濫用限聚令，認為警方有規模及部署地針對記者，是政治目的多於實際需要。[16]警方表示，根據香港法例第599G章《預防及控制疾病（禁止羣組聚集）規例》，於本月8日至本月21日期間，不得在任何公眾地方進行多於8人的羣組聚集。任何人士參與或組織受禁羣組聚集均屬違法[17]。
- 2020年5月13日，有網民發起在各區商場舉行「賀林鄭生日，各區和你Sing」活動，「祝賀」行政長官林鄭月娥生日。多名警員走入商場驅散人群。

## 荃灣廣場與其他商場相比
荃灣廣場建於1990年代，建成時附近為荃灣大會堂，法院，運輸大樓及碼頭等多項政府設施，當時政府原意為將此區發展成荃灣另一個市中心, 但城市規劃效果未如預期，無法有效吸引區內人流。因此商場一度推出多條穿梭巴士路線來往荃灣地鐵站, 麗城花園及青衣等地。直到2000年代初西鐵建成, 及2000年代中期萬景峰及如心廣場等住宅及酒店項目建成, 荃灣廣場一帶的人流始有所回升。至2010年代中期荃灣西站一帶住宅項目陸續建成後，終使荃灣廣場一帶成為荃灣另一個市中心。
荃灣廣場內觀與廣州的天河城有所相似，亦都對比起較它興建得早的南豐中心及荃豐中心等、或位於荃灣中心地段的商場，荃灣廣場以大面積的商場及不少特色作為招徠。它是區內首個兼備大型中庭的商場，現時其地位已被愉景新城及荃新天地所取代，也曾有JUSCO及音樂噴泉沿級而建，亦是繼海濱廣場後全港第三個具有真雪溜冰場的地方（原址現為Catalog及Extravaganza）。
多個大型品牌亦曾於商場內開業，如玩具反斗城、歡樂天地、繽紛樂園（原址現為傢俬坊）、吉之島 （原址現為H&M及一田百貨）、冒險樂園（原址為思捷環球）、東海海鮮酒家及宜家傢俬（原址現為GU）等。

## 外部連結
- 荃灣廣場（页面存档备份，存于）
- 荃葵青交通總站巡禮 - 荃灣碼頭 (5)